# چزاره بوچی
چزاره بوچی (ایتالیایی: Cesare Bocci؛ زادهٔ ۱۳ سپتامبر ۱۹۵۷) بازیگر و مجری تلویزیون اهل ایتالیا است.
از فیلم‌ها یا برنامه‌های تلویزیونی که وی در آن نقش داشته‌است، می‌توان به چهاردهمین یکشنبه از روزگاری عادی، الیسا، جووانی فالکونه ،سفارش‌ها، کریسمس عشق و بیت و قطعات اشاره کرد.